# Комп'ютерний термінал

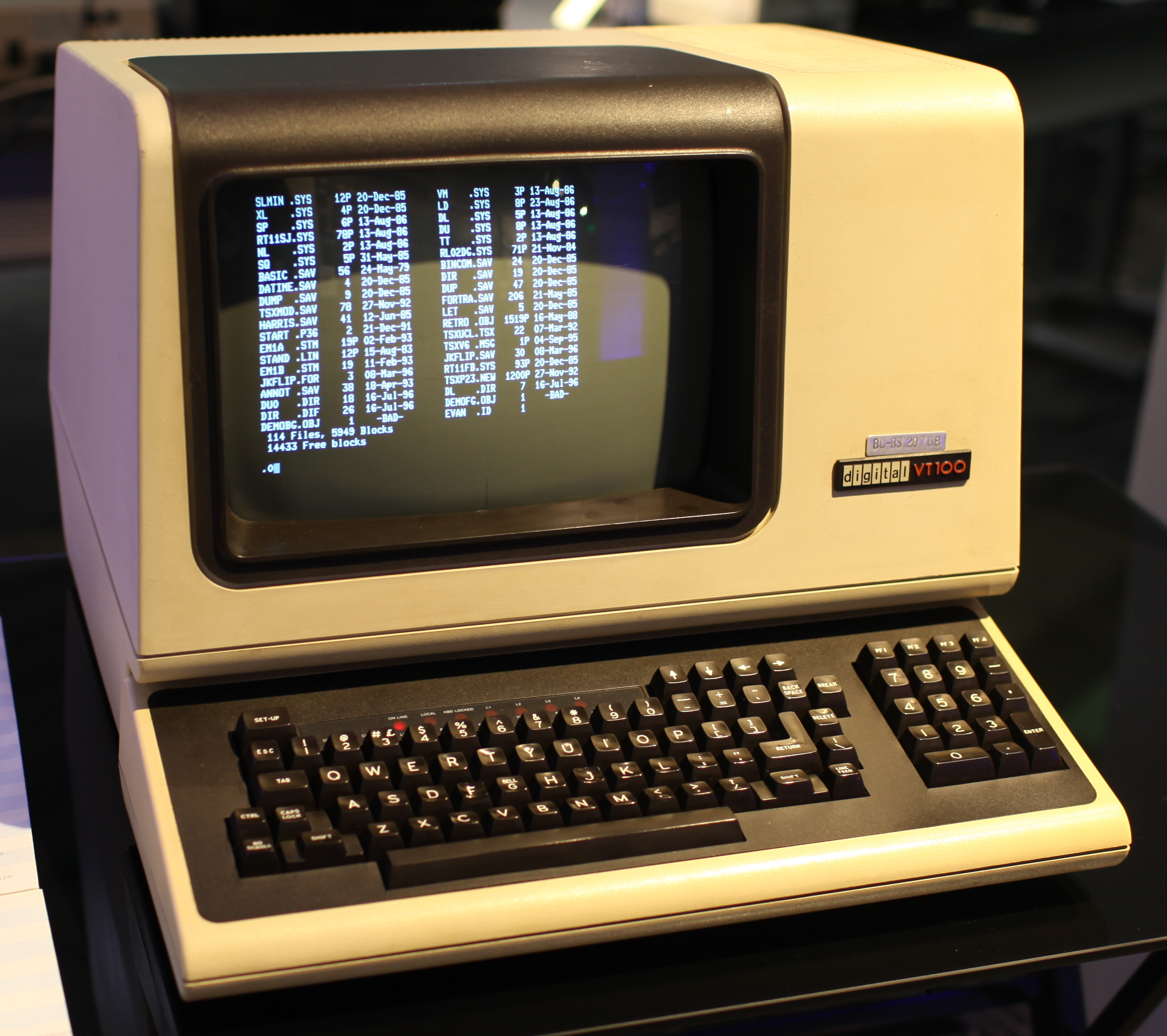
VT100, термінал фірми DEC

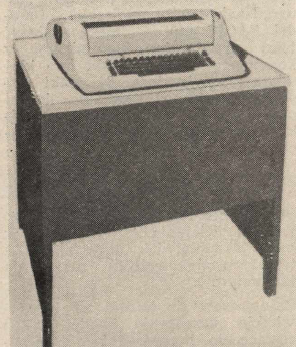
Друкувальний термінал IBM 2741

Комп'ютерний термінал, або просто термінал — електронний або електромеханічний прилад, призначений для введення людиною даних у комп'ютерну систему, а також для відображення інформації комп'ютером. Прикладом електромеханічного терміналу може слугувати телетайп, а повністю електронного — прилад з екраном (монітором), клавіатурою і комунікаційним інтерфейсом.

## Історія розвитку

### Термінали з друком на папері
Термінали, що під'єднувалися до ранніх обчислювальних машин, були електромеханічними, такими як Teletype Model 33 ASR (що може також використовуватися у телетайпному зв'язку), або  Friden Flexowriter. Нові моделі друкувальних терміналів з'являлися аж до кінця 1980-х років (приклад — апарат Consul 256, що вироблявся у Чехословаччині). Втім, друкувальні термінали завжди мають обмеження швидкості виводу, і слабко підходять для інтерактивної роботи, оскільки даремно витрачають папір.

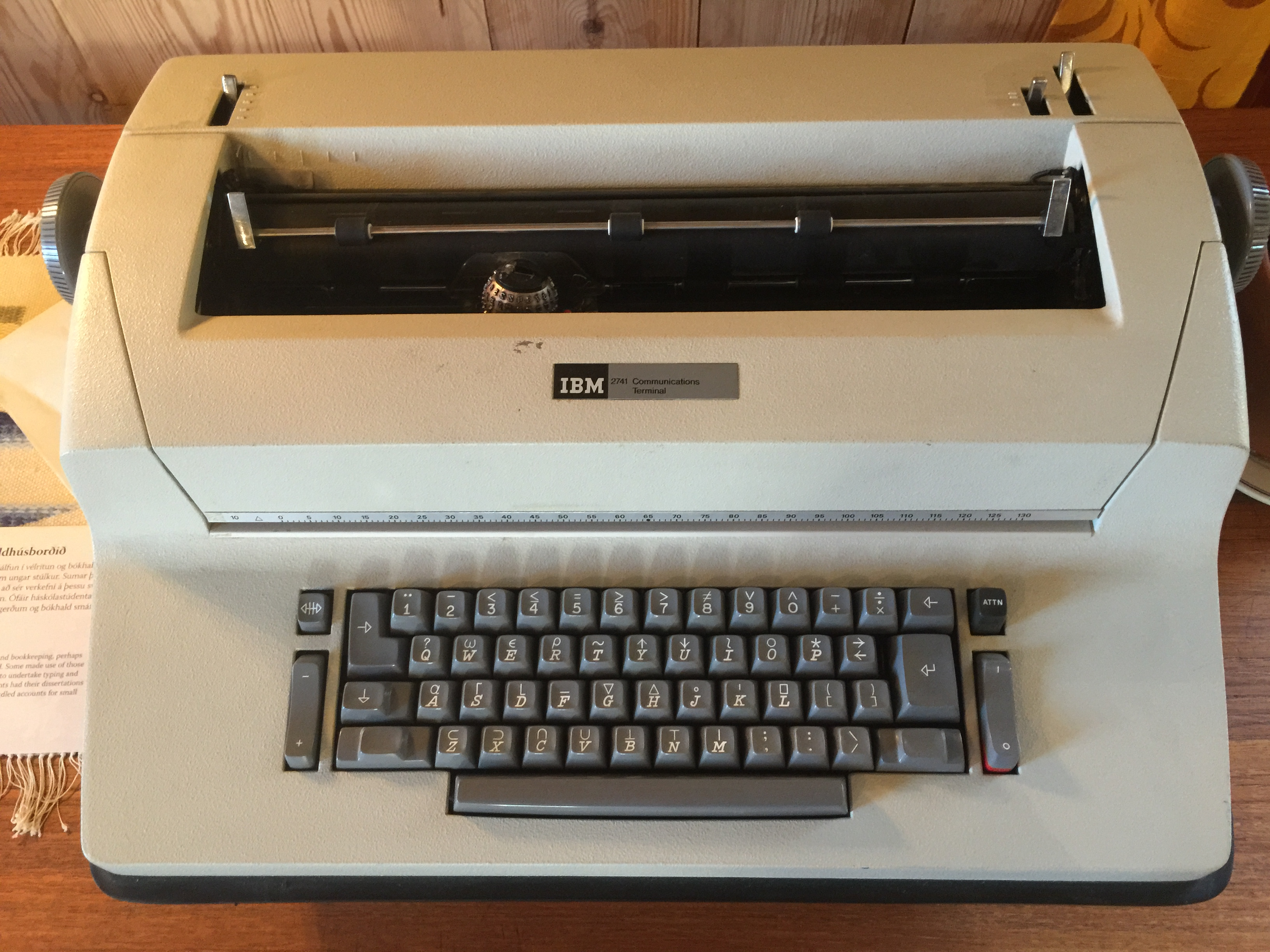
Наближене фото терміналу IBM 2741, що мав змінні друкувальні кульки IBM Selectric typewriter — даний механізм забезпечував більшу швидкість друку у порівнянні з телетайпними апаратами.

### Ранні дисплейні термінали
Ранні моделі дисплейних терміналів з'явилися ще до розповсюдження мікропроцесорів, і їх електронні схеми базувалися на мікросхемах дрібної логіки низької і середньої степені інтеграції. Втім, незважаючи на досить примітивні можливості, вони швидко стали популярними пристроями вводу-виводу комп'ютерів, завдяки яким сформувався набір широковживаних стандартів і протоколів:
- Набір символів ASCII (деякі ранні моделі, такі як ADM-3[en], могли відображувати лише великі літери). Термінали з набором EBCDIC майже виключно призначалися для під'єднання до мейнфреймів.
- Послідовний порт стандарту RS-232 з 25-контактним з'єднувачем. Деякі термінали використовували варіант інтерфейсу струмова петля (20 мА)
- 24 або 25 рядків тексту
- Курсор (рисочка або прямокутник, що мигає) з найпростішим позиціонуванням; клавіші зі стрілками на клавіатурі
- Реалізація як мінімум трьох кодів керування: Ctrl-M (CR), Ctrl-J (LF) і Ctrl-G (звуковий сигнал). Як правило, термінали підтримували більше кодів (ESC-послідовності, спеціальні коди для зміни вигляду символів, очищення екрану і подібне)

### «Розумні» термінали
Під терміном «розумний термінал» (англ. intelligent terminal) зазвичай розуміють пристрій, що має можливість локальної (незалежної від під'єднаного комп'ютера) обробки даних, за допомогою вбудованого мікропроцесора. Втім, деякі ранні моделі «розумних» терміналів будувалися на основі дискретної цифрової логіки. Один з таких пристроїв, термінал Datapoint 2200, мав безпосередній стосунок до виникнення першого 8-розрядного мікропроцесора Intel 8008 — компанія Computer Terminal Corporation замовила дизайн даного мікропроцесора у Intel саме з метою зменшення кількості мікросхем (і, як наслідок, здешевлення) терміналу.
Стандарт Escape-послідовностей ANSI X3.64 дозволив деякою мірою унормувати обробку терміналами кодів керування, але більшість виробників у доповнення до ANSI запроваджували свої власні коди керування (наприклад, функціональні клавіші, атрибути символів, надсилання блоків символів, підтримка шрифтів і локалізації, взаємодія з локально під'єднаним принтером тощо), несумісні з пристроями конкурентів.
Приклади терміналів, частково сумісних з ANSI X3.64: VT100, Heathkit H19 (у режимі ANSI), Televideo 970, Data General D460, Qume QVT-108.

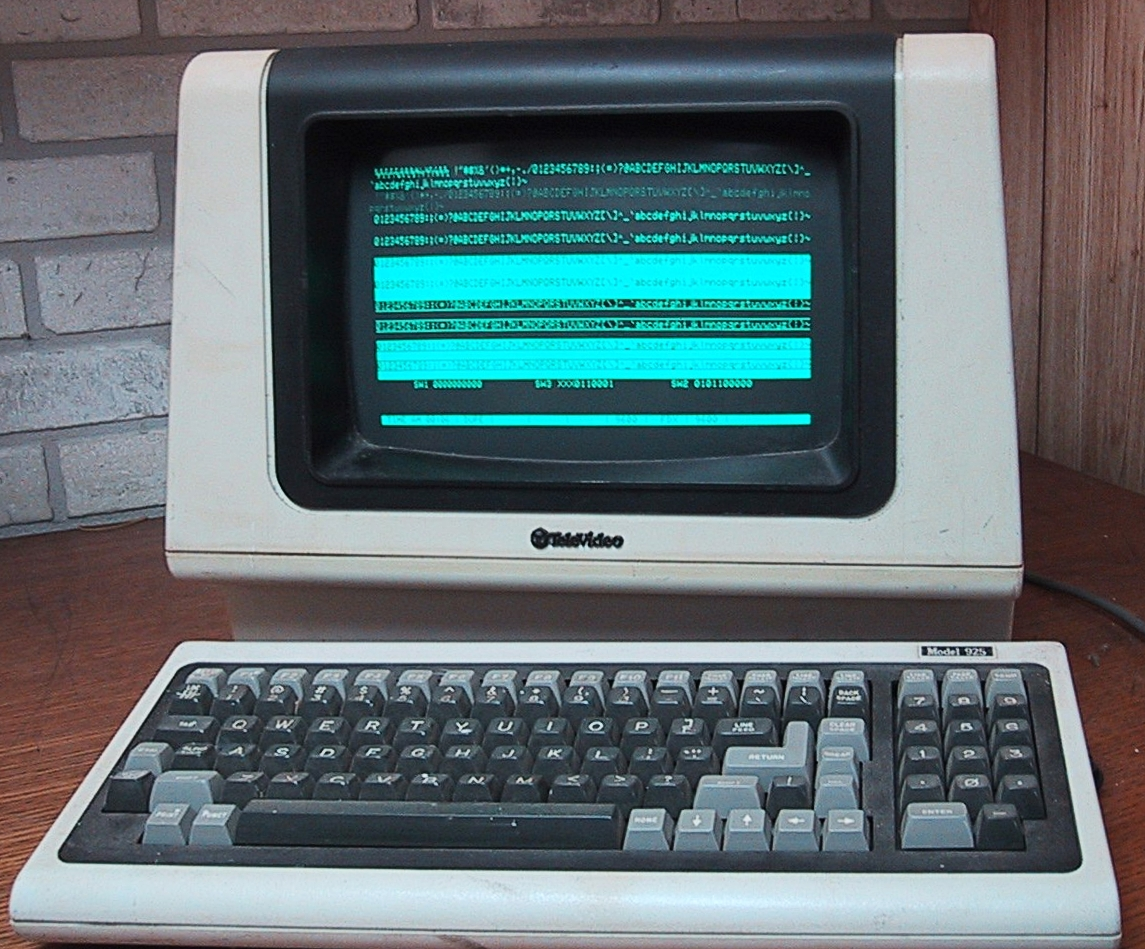
Текстовий (ASCII) термінал Televideo з мікропроцесором, модель приблизно 1982 року

## Режими роботи терміналу
Можна виділити три режими організації взаємодії терміналу з комп'ютерною системою:
- Символьний режим: кожен символ, що вводиться користувачем, негайно надсилається під'єднаній системі (і навпаки, кожен символ, переданий комп'ютером, одразу приймається терміналом).[3]
- Рядковий режим: термінал надає можливість локального редагування рядка символів. Коли редагування закінчене, комп'ютерній системі відсилається одразу цілий рядок.[3]
- Блоковий режим: термінал забезпечує можливість локального редагування багатьох рядків («полів») на екрані. Користувач вводить чи редагує данні у потрібних полях, переміщуючи курсор і використовуючи клавіші на зразок Delete. Коли всі поля заповнені чи відредаговані, користувач натискує спеціальну клавішу, яка ініціює надсилання цілого блоку даних комп'ютерній системі.[4][5][3]

Блок-орієнтовані термінали TC-7063 вироблялися у Каневі на Електромеханічному заводі (станом на 2018 рік — підприємство «Магніт»).